# پاکو ایبانی‌یس
پاکو ایبانی‌یس (اسپانیایی: Paco Ibáñez‎؛ زادهٔ ۲۰ نوامبر ۱۹۳۴) خواننده، موسیقی‌دان و آهنگساز اهل اسپانیا است.
او در دوران دیکتاتوری ژنرال فرانکو در تبعید (در پاریس) به سر بُرد و در جنبش دانشجویی-کارگری مه ۱۹۶۸ فرانسه در دانشگاه سوربُن به اجرای برنامه پرداخت و از همان موقع به‌عنوان هنرمندی طغیان‌گر شهرت یافت.
وی برای ترانه‌هایش از اشعار فدریکو گارسیا لورکا، رافائل آلبرتی و میگل ارناندس استفاده می‌کرد. او همچنین برخی از ساخته‌های ژرژ برسنس را هم اجرا کرده است.